# Michael Hill
Michael Robert Hill (Sydney, Austrália, 30 de junho de 1974) é um ex-tenista australiano que se tornou profissional em 1997 e se aposentou em 2005. Ele foi principalmente um especialista em duplas, alcançando um ranking de duplas de carreira do mundo Número 18, alcançado em 30 de julho de 2001.

## Carreira

### Faculdade
Hill jogou três anos na Universidade da Califórnia-Berkeley de 1994-96 e ganhou honras All-American em singles em 1995-96; ele estudou negócios e economia.

### Carreira profissional
Em 1995, Hill jogou em sua primeira partida profissional no Aptos Challenger, onde perdeu na primeira rodada. Em 1997, ele chegou a sua primeira quartas de final, no Challenger de Guadalajara.
Em 1998, ele conseguiu algum sucesso em simples em Futures e Challenger. Ganhou o título da Irlanda # 1 Futures, onde derrotou Noam Okun, e também foi finalista do USTA # 1 Futures, onde perdeu para Ronald Agenor. Ele também fez uma Semi Final no USTA # 2 Futures. Em agosto, Hill ganhou seu primeiro título Challenger em Tijuana (d. Hernandez) sem perder qualquer set. Ele também chegou às quartas de final em San Antonio e Las Vegas Challengers. Em duplas, ganhou títulos Challenger em Denver com Weiner e Tijuana com Humphries. Ele também chegou a três finais consecutivas em outubro em Dallas, San Antonio e San Diego, todos com Humphries.
Em 1999, Hill conquistou seu segundo título de Challenger em Aptos (d. Levy) e chegou às quartas de final do Surbiton Challenger. A maior parte de seu sucesso foi em duplas; Ganhou quatro títulos Challenger, com títulos consecutivos em Cherbourg e Magdeburg (com Painter) e no segundo semestre do ano, ganhou em Aptos (com Humphries) e Hong Kong (com Godwin). Em sua segunda carreira, o ATP em Tóquio, avançou para as semifinais com Humphries. Em julho, ele chegou às semifinais em Newport (com Godwin) e chegou às quartas de final em outros quatro torneios da ATP.
Em 2000, ele conquistou seu primeiro título de duplas ATP em Brighton  e também chegou à final em Tóquio com o americano Jeff Tarango, a quem ele teria mais sucesso no ano seguinte. Ele jogou em oito torneios de singles, com seu melhor resultado chegando em Kyoto Challenger em março, quando ele avançou para as semifinais, juntamente com uma aparição nas quartas-de-final no Hamilton Challenger. Ele fez sua estréia no Grand Slam no Aberto da Austrália, onde derrotou Bernd Karbacher em sets diretos no primeiro round. Na segunda rodada, ele perdeu para Sébastien Grosjean 4-6, 6-1, 7-6 (3), 6-0.
2001
Ele jogou com oito parceiros durante o ano, mas jogou principalmente com Tarango. A dupla terminou em 9º lugar na ATP Doubles Race com um recorde de 30-17, conquistando seu segundo título em Casablanca em março, além de chegar às finais em Marselha, Gstaad e Stuttgart. Seu melhor Grand Slam foi às semifinais em Roland Garros, depois de derrotar a forte dupla composta por Jonas Björkman e Todd Woodbridge nas quartas-de-final. Terminou o ano com um prize money de $ 190.217 em ganhos anuais e terminou a temporada com o ranking de no. 25 em duplas.

## Pessoal
Seu pai, Robert, é CEO de uma empresa de desenvolvimento imobiliário com a mãe de Michael, Patricia, como assistente de Robert.  Ele tem dois irmãos: o irmão mais novo Patrick e uma irmã mais velha, Carmel.

## Títulos de carreira
| lenda                             |
| Grand Slam (0)                    |
| Tennis Masters Cup (0)            |
| ATP Masters Series (0)            |
| ATP International Series Gold (1) |
| ATP Tour (2)                      |